# الفحيل وأم الجير
قرية الفحيل وأم الجير وهي قرية تتبع مدينة اللطيفية وتقع في محافظة بغداد وسط العراق.